# Teppei Koike
Teppei Koike (小池 徹平, Koike Teppei, 5 de janeiro de 1986) é um ator e cantor japonês. Seus apelidos são "Teppei-chan", "Teppei-kun" , "Te-chan". Ele nasceu em Osakasayama, Osaka, Japão. Seu sangue é tipo B. Ele pertence a empresa produtora Burning Productions e é um membro da dupla WaT com o seu parceiro, Eiji Wentz.
Participou de uma adaptação ao anime  Lovely complex em live-action lançado em 2006 fazendo o papel do personagem principal Atsushi Otani. Atualmente, está casado com a atriz Haru Natsuko (desde 2018).
2001
- Frequentou Furitsu Nagano Osaka High School.
- Foi o vencedor do Grande Prémio do 14.º Junon Super Boy Contest.

2002
- Mudou para Tóquio na primavera. Mudado para escolas Horikoshi High.
- Conheceu Eiji Wentz enquanto trabalham e formaram WaT.
- Estreou como ator no teatro Tentai Kazoku.

2004
- WaT estreia com seu CD Sotsugyō Time em junho.

2005
- Atuou no drama Gokusen 2, que foi parte da razão da sua crescente popularidade.
- WaT assina com a Universal Music, em agosto, primeiro grande single  Boku no Kimochi em novembro, atingindo o 2.º lugar no gráfico Oricon.
- Lançou seu primeiro photobook, First Letter From Teppei.

2006
- Apresentado com o 43.º Newcomer's Golden Arrow Award (WaT).
- Apresentado com o 20.º Gold Disc Award para "Best New Artist".
- O primeiro papel principal no filme Lovely Complex como Otani Atsushi.
- Nomeado para o Apoio à Melhor Ator no 49.º Drama Academy Award, por seu desempenho em Iryu.
- Lançou seu segundo photobook, Kiss Me, Kiss me.
- No Réveillon, WaT realizado pela segunda vez na NHK's Kōhaku.
- Atuou no drama Iryu, como Ijyuuin.

2007
- Sua história de deixar sua família e cidade natal para perseguir seu sonho de ser um intérprete foi transformado em um disparo a 52 páginas intitulado no Bokura no Ibasho por Aya Nakahara, a autora do mangá Lovely Complex.
- Solo único, Kimi ni Okuru Uta, foi estreado em 14 de fevereiro.
- Solo álbum, Pieces foi estreado em 27 de junho.

## Família
- Sua família é constituída por seu pai, mãe e um irmão mais novo.
- O nome "Teppei" veio do mangá favorito de seu pai, Ore wa Teppei.

Eiji Wentz
- São bons amigos. Eles costumam visitar casas uns aos outros, assistir filmes e sair para comer juntos.
- Teppei chama Wentz de "Ei-chan".
- Eles têm passado o Natal juntos, desde que se conheceram. (O primeiro ano, eles tiveram Purikura em Shinjuku, o segundo ano, que correu a maratona para a sua estreia indies PV; o terceiro ano, que comeu um hambúrguer na loja, o quarto ano foi um evento WaT e Lovely Complex photoshoot).
- Para o 20.º Aniversário de Wentz, Teppei comprou um monte de cuecas. (Wentz mostrou-se na televisão vestindo apenas uma cueca um monte de vezes)
- Em "Bokura no Ibasho" (um mangá baseado na história de vida do Teppei), Teppei disse que a única coisa que ele tinha em comum com Wentz foi seu amor pela música. Fora isso, eles estão completos oposto. ( "Se estivéssemos na mesma classe ou de uma coisa, eu definitivamente acho que não seria amigos" - citado no "Bokura no Ibasho")

Casamento
Teppei se casou em 2018 com a atriz Haru Natsuko.

## TV Dramas
- Tentai Kazoku (2002)
- Anata no Jinsei Ohakobishimasu (2003)
- Okaasan to Isshou (2003)
- Yankee Bokou ni Kaeru (2003)
- Houkago - Kaname Komiya (2004)
- Water Boys 2 - Iwata Iwao (2005)
- Gokusen 2 - Takeda Keita (2005)
- Dragon Zakura - Ogata Hideki (2005)
- Oniyome Nikki - Sawamura Ryousuke (2005)
- Iryu - Ijuuin Noboru (2006)
- Iryu 2 - Ijuuin Noboru (2007)
- Shibatora - Shibata Taketora (2008)
- Ohitorisama - Kamisaka Shinichi (2009)
- Tetsu no Hone (NHK, 2010)
- Iryu 3 (Fuji TV, 2010)
- Propose Kyodai (Fuji TV, 2011)
- Naniwa Shonen Tanteidan (TBS, 2012)
- Amachan (NHK, 2013)
- Iryu 4 (2014)
- Borderline (NHK, 2014)

## Discografia
Singles
- 14 de fevereiro de 2007: 君に贈る歌 (Kimi ni Okuru Uta)
- 25 de abril de 2007: My Brand New Way

Álbuns
- 27 de junho de 2007: Pieces

## Filmes
- Taga Tameni
- Lovely Complex
- My Favorite Girl
- KIDS